# Śauca
Pour les articles homonymes, voir Sauca.
Śauca (en sanskrit IAST ; devanāgarī : शौच} signifie « pureté », « propreté », « honnêteté », « purification ». Dans les Yoga Sūtra de Patañjali, Śauca est l'une des cinq disciplines morales (niyama) constituant le deuxième membre (aṅga) du Yoga. 
Selon Jean Herbert, « en matière de propreté, de pureté (shaucha, shuddhî), nous pouvons attendre des hindous qu’ils considèrent surtout comme une vertu la propreté intérieure, et c’est en effet le sens qu’ils donnent le plus couramment à ce terme. Mais nous avons vu aussi leur préoccupation de la propreté matérielle, et les deux sont pour eux étroitement liées. "La purification des organes sensoriels est shaucha", dit une Upanishad [Maitreya Up., II]. "La purification extérieure, écrit Swâmi Vivekânanda, consiste à conserver le corps en état de pureté. Celui qui est sale ne sera jamais un yogin. Il faut aussi la purification intérieure (...) [qui] a naturellement plus de valeur que la pureté extérieure, mais toutes deux sont nécessaires." »